# Trận Arausio
Trận Arausio bùng nổ vào ngày 6 tháng 10 năm 105 trước Công nguyên, tại địa điểm giữa thị trấn Arausio (Orange, Vaucluse ngày nay) và sông Rhône. Hai đạo quân La Mã dưới quyền Thống đốc Quintus Servilius Caepio và Tổng tài Gnaeus Mallius Maximus đã dàn trận đánh các bộ lạc di trú của người Cimbri dưới quyền Boiorix và người Teuton. Tuy nhiên, sự mâu thuẫn sâu sắc giữa hai vị tướng đã khiến cho các đạo quân La Mã không thể hợp đồng, và kết quả là thảm bại của họ. Thảm họa này tạo điều kiện cho Gaius Marius lên nắm quyền và tiến hành những canh tân về tổ chức và hệ thống tuyển quân của các Binh đoàn Lê dương La Mã. Theo sử cũ, quân La Mã mất đến 8 vạn binh sĩ, cùng với 4 vạn quân trợ chiến (Ala), quân hầu và tùy tùng - kỳ thực là toàn bộ quân La Mã bị hủy diệt. Đây là lần đầu tiên trong vòng 8 năm mà một đợt tấn công của quân German đại phá quân La Mã.
Trận Arausio được xem là một trong những thảm họa kinh hoàng nhất của Quân đội La Mã, và là thảm bại lớn nhất của họ kể từ sau trận Cannae. Tuy được so sánh với những thất bại của quân La Mã trước quân Carthage thời Chiến tranh Punic lần thứ hai, thất bại này không phải là dưới tay của một đội quân tinh nhuệ như các thất bại trước quân Carthage. Sau thắng lợi, con đường đã rộng mở cho quân German tràn vào đất Ý, nhưng họ lại mở các cuộc công kích vào Tây Ban Nha và Pháp chứ không hề phát huy chiến quả. Và, 3 tháng sau đại bại, người La Mã đã báo thù bằng trận Aquae Sextiae ở Pháp và trận Vercellae ở Ý. Do đó, các thảm họa Cannae và Arausio chỉ có tác dụng trì hoãn chiến thắng cuối cùng của La Mã, khác với trận rừng Teutoburg đập tan kế hoạch xâm chiếm vùng Germania của họ.